# Metropolia Hagåtña

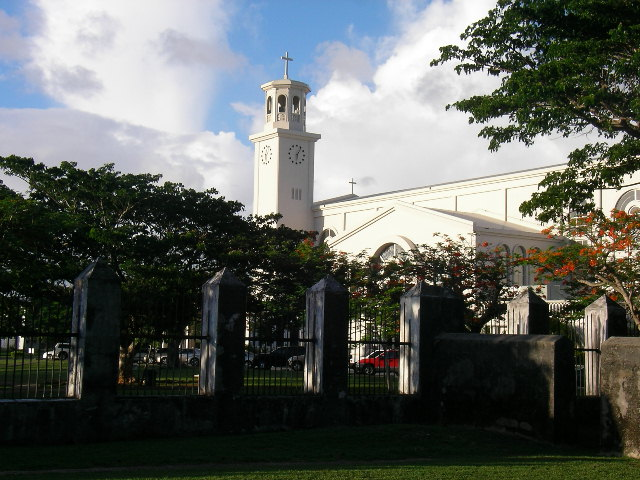
Bazylika Dulce Nombre de Maria w Hagåtña

Metropolia Hagåtña – metropolia Kościoła rzymskokatolickiego obejmująca dwa terytoria zależne: Guam i Mariany Północne oraz trzy państwa stowarzyszone ze Stanami Zjednoczonymi: Wyspy Marshalla, Mikronezja, Palau.
Katedrą metropolitarną jest bazylika Dulce Nombre de Maria w Hagåtña.

## Podział administracyjny
Metropolia jest częścią regionu XIV (FL, GA, NC, SC).
- Archidiecezja Hagåtña
- Diecezja Karolinów,
- Diecezja Chalan Kanoa,
- Prefektura apostolska Wysp Marshalla.

## Metropolici
- Felixberto Camacho Flores (1984-1985)
- Anthony Sablan Apuron OFMCap (1986-2019)
- Michael Byrnes (2019-2023)
- Ryan Jimenez (od 2024)